# 毛穴落ち
毛穴落ち（けあなおち）とは、ファンデーションなどが毛穴に溜まり、毛穴が強調されて目立つ状態の事を指す。
通常、ファンデーションはシミや毛穴などの肌のアラを隠すために用いられるが、毛穴が大きい場合は、ファンデーションの着色料が毛穴に溜まる事で、何も付けない素肌の状態の時よりもファンデーションを付けたことで毛穴が余計に目立ってしまい、逆効果になってしまう。
したがって、シミを隠すにはファンデーションが適しているが、毛穴やクレーターを隠したい場合は、ファンデーションは使用しない方が良い場合もある。
メッシュセルという毛穴を隠すことに特化した素材は、毛穴カバー力は非常に高く、毛穴落ちは起こらないが、シミはほとんど隠すことが出来ないデメリットもあるので、肌の悩みに合わせて使い分ける必要がある。